# Ifo経済研究所
 Ifo経済研究所（Ifoけいざいけんきゅうじょ）はミュンヘンに拠点を置くドイツの経済・社会調査・政策研究を行う非営利の公的研究機関。ドイツ最大のシンクタンクで6大経済研究所の一つに数えられている。IFOはInformation und Forschungの略である。正式名称はミュンヘン大学ライプニッツ経済研究所（ドイツ語:  Leibniz-Institut für Wirtschaftsforschung
an der Universität München e. V.）。フランクフルター・アルゲマイネ・ツァイトゥングは、ドイツでもっと影響力のある研究機関と位置付けている。

## IFO企業景況感指数
Ifo経済研究所が毎月公表するIFO企業景況感指数は、欧州最大のドイツ経済を占う上で最重要の指標として位置付けられており、株価や政策判断に大きな影響を与えている。2015年を100として、約9000社の企業に対して企業が業況の現状を「良い」「満足」「悪い」、6ヵ月先を「改善する」「変わらない」「悪化する」で評価した結果を集計し、指数化したものである。

## IFOドイツ経済レポート
Ifo経済研究所は年2回、ドイツ経済と世界経済に関するレポート共同経済予測を刊行している。